# Rufus (postać)
Rufus – postać z powieści Teodora Parnickiego Twarz księżyca, adwokat urodzony w I połowie V wieku.

## Pochodzenie
Rufus był synem prowincjonalnego senatora, członka Kurii Miejskiej Izauropola. Został zatrudniony jako goniec i notariusz przez zarządcę prowincji Izaurii Saturninusa. Zaprzyjaźnił się z jego córką, Saturnią, która początkowo litowała się nad młodzieńcem. 

## Upadek
Głównym zadaniem zarządcy Izauriii było oczyszczenie prowincji z bandytów, ponieważ przebiegała przez nią główna droga pocztowa łącząca Konstantynopol z Antiochią, Palestyną i Egiptem. Saturninus nie opłacał jednak dobrze podległych sobie oddziałów wojskowych i urzędów bezpieczeństwa, starając się zgromadzić jak największy majątek, który chciał przekazać córce. Z bandytami wolał się raczej układać niż zmagać, a pieniądze na opłacanie band starał się wycisnąć z samorządu, czyli Kurii. Kuriałowie zbuntowali się w końcu i postanowili odwołać się do Prefekta Pretorium Wschodu. Tekst skargi odwoławczej mieli wywieźć w tajemnicy, nocą ojciec Rufusa i jego starszy brat Apolloniusz.
Młody Rufus, przerażony nocną eskapadą krewnych poprosił swego patrona poprzez Saturnię o eskortę dla nich. Poinformowany w ten sposób o spisku Saturninus urządził zasadzkę. Doszło do walki. Apolloniusz zbiegł, a rannego ojca Rufusa przywleczono przed trybunał i skazano, w akcie łaski, na konfiskatę ośmiu dziewiątych części majątku. Pozostałą jedną dziewiątą rozdrapali wierzyciele i Rufus został nędzarzem. Jego ojciec zmarł z zadanych ran.  

## Człowiek Zenona

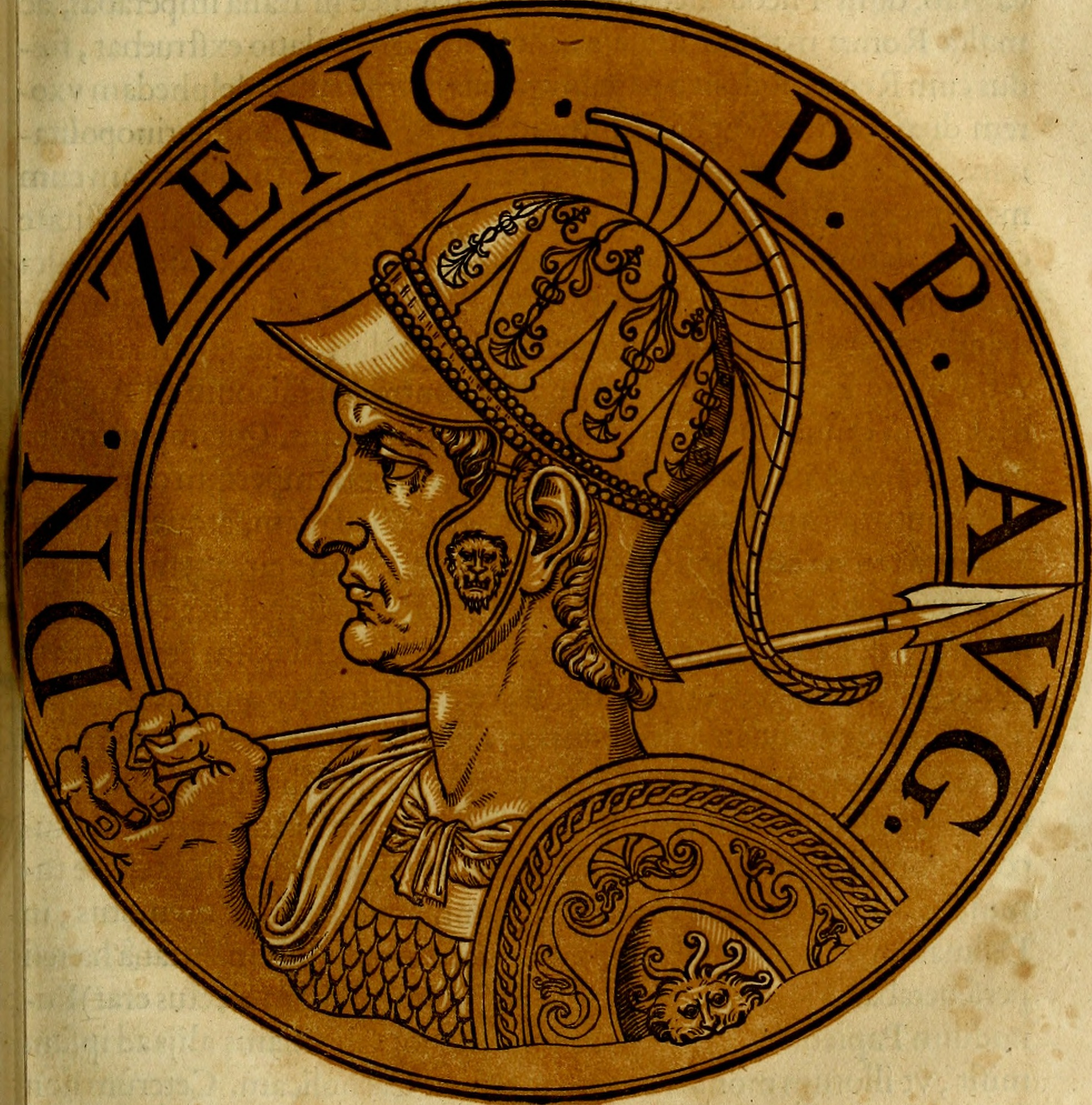
Zenon Izauryjczyk, cesarz 474-491

Pogrążonemu w rozpaczy Rufusowi przyszedł wówczas z nieoczekiwaną pomocą wielmoża z pobliskiego zamku, Zenon. Wyprawił zmarłemu ojcu młodzieńca okazały pogrzeb, a Rufusowi przesłał jedenaście z dwunastu zwojów opiewających chwalebne czyny jego znakomitej przodkini, Mitroanii Chorezmijki. Zenon znalazł w księdze inspirację do sięgnięcia po koronę cesarską na wzór Klaudiusza Gockiego, poprzez przetworzenie band rozbójniczych w regularne wojsko cesarskie. Potrzebował do tego Rufusa, któremu najpierw opłacił prestiżowe studia prawnicze w Berycie, a następnie użył do wynegocjowania w Konstantynopolu warunków zbrojnej pomocy rozbójniczych band izauryjskich na rzecz cesarstwa. Rufusowi lektura zapisków Mitroanii, przyniosła korzyść metafizyczną. Przyjął za Chozroesem i Numerianem, że bogowie zamieszkujący Przeciwziemię są tylko starszymi braćmi ludzi i nie można od nich wymagać, by ich chronili przed nieszczęściem. 

## Mąż Saturnii
Do interwencji na rzecz Rufusa popchnęła Zenona, poczuwająca się do winy, Saturnia. Dziewczyna obiecała spędzić, w zamian za pomoc przyjacielowi, noc z Zenonem, ale okazała się niezdolna do współżycia z mężczyzną. Zenon zdobywszy wiedzę o homoseksualności Saturnii, doprowadził do jej małżeństwa z Rufusem. Zagwarantował sobie ten sposób wierność swego sługi, stale zagrożonego ujawnieniem tajemnicy swej żony, które mogło na nią sprowadzić wyrok śmierci. W 450 roku po rozstaniu się ze swą kochanką Hermogenią, Saturnia zdecydowała się na współżycie z mężem i w okolicy tej daty urodziła Rufusowi syna Artoriusza. Jego syn, również Artoriusz, zawędrował do Brytanii.

## Komentarz
Retrospekcje w II części powieści pozwalają śledzić losy Rufusa od dzieciństwa. Nie sposób jednak uchwycić faz rozwoju bohatera. Postać Rufusa wymyka się czytelnikowi. Jest facetem od mokrej roboty, który szuka metafizycznego wyjaśnienia sensu istnienia, kochającym mężem, który wie, że jego żonę kontakt fizyczny z mężczyzną napełnia obrzydzeniem. Jego intelektualnej i emocjonalnej biografii nie da się ująć we wzorzec rozwoju doświadczenia i wiedzy. Rufus, jak i inni bohaterowie Parnickiego, jest przedwcześnie dojrzały emocjonalnie, a jednocześnie naiwny w działaniu.
Rufus wierzy, że wszystko zostało stworzone przez nieustanne zderzanie się niezliczonych atomów. Rzeczywistości nie da się ogarnąć rozumem, dlatego bohater decyduje się na metafizyczny skok, który wyprzedzi i unieruchomi zmienność historii przez pierwiastek nadprzyrodzony. Poszukuje formuły mającej oswoić dramat przemijania. Zanim zyska wewnętrzny pokój po narodzinach syna, próbuje unieruchomić heraklitejską rzekę, myśląc o sobie jako o jej części. Powtarza sobie, usiłując się łudzić zasłyszanym porównaniem: Otom brat toczącym się nieustannie, a wciąż przed siebie rzekom. Mną jest w tej chwili to, co dotąd nigdy jeszcze mną nie było, ani też nigdy już nic będzie. Nad wodą nachyla się drzewo, nacięte przez bawiące się dzieci, które nigdy już nie zobaczy się w tym samym odbiciu. A dzieci wierzą, że wciąż w tej samej przegląda się wodzie. Parnicki nawiązuje do wiersza Mickiewicza:
Skałom trzeba stać i grozić.
Obłokom deszcze przewozić.
Błyskawicom grzmieć i ginąć,
Mnie płynąć, płynąć i płynąć.
Nacięte drzewo, wyodrębnione ze zmiennego świata nie pozwala jednak Rufusowi oprzeć się na nim w obliczu nietrwałości własnego bytu.
W Twarzy księżyca Parnicki sięgnął do wzorca szekspirowskiego, przetwarzając model relacji osobowych z Hamleta. Czwórce postaci: Storacjusza, Storacji, Maksymianowi i Rufusowi odpowiadają u Szekspira Leartes, Ofelia, Hamlet i Fortynbras. Rufus-Fortynbras jest najbliższy pierwowzoru. Pisarz wzbogacił go jedynie o namiętność do poszukiwań metafizycznych, które wygasają wraz z narodzinami syna. Rufus, podobnie jak Fortynbras, traci ojca. Za jego śmierć odpowiada ojciec Saturnii – Saturnin. Ginie on z rąk mnichów nasłanych przez cesarzową wygnankę, Eudoksję. Opiekunem prawnym Saturnii zostaje Zenon, odpowiednik Klaudiusza w Hamlecie. W przeciwieństwie do Hamleta, Saturnia nie chce mścić śmierci swego ojca, który był człowiekiem bezwzględnym i podłym. Ukochana Rufusa, w zamyśle Parnickiego, staje się żeńskim pierwiastkiem osobowości Hamleta, w czym widać nawiązanie do Trenu Fortynbrasa Herberta. Perspektywa Herberta narzuca się też w jednej z najbardziej przejmujących scen powieści, gdy Rufus spogląda z balkonu na wyłaniający się z mroku plac Konstantyna i widzi, że pod pomnikiem cesarza stoi Maksymian, najsamotniejszy zaiste z wszystkich ludzi Ziemi.
W finale powieści Rufus rozwiązuje swój podstawowy problem metafizyczny – relacji do idei boskości. W chwili katastrofy życiowej, przysłane przez Zenona księgi z majaczeniami Mitroanii, pomogły mu oswoić dramat swojego losu, dając nadzieję na metafizyczną rekompensatę za doznane cierpienia. Kiedy odzyskuje żonę i rodzi mu się syn, rozpoznaje sens istnienia w trwaniu swego rodu. Szczęście rodzinne sprawiło, że pierwoziemianie przestali dla niego być mocą pobudzającą do działania poprzez czczenie ich. Pozostali ciekawostką, jak dla widzów w teatrze losy bohaterów dramatu.